# Maurice Greene (compositeur)
Pour les articles homonymes, voir Greene et Maurice Greene.
Maurice Greene était un compositeur et organiste anglais, né le 12 août 1696 à Londres, mort le 1er décembre 1755.

## Biographie
Fils d'un pasteur, Maurice Greene devint choriste à la cathédrale Saint-Paul de Londres sous la direction de Jeremiah Clarke et Charles King (en). Il étudia l'orgue avec Richard Brind (en), et devint organiste de la cathédrale après la mort de ce dernier.
Il devint organiste de la Chapelle Royale à la mort de William Croft en 1727 et professeur de musique à l'Université de Cambridge en 1730. En 1735 il fut nommé maître de la musique du roi. Lorsqu'il mourut, il était en train de travailler à la compilation de la « Musique de la Cathédrale » que devait achever William Boyce, son élève et successeur à ce dernier poste. De nombreuses pièces de ce recueil sont encore utilisées aujourd'hui dans le cadre de la liturgie anglicane.
Maurice Greene a composé un bon nombre de pièces vocales, tant sacrées que profanes, et notamment l'oratorio The Song of Deborah and Barak (1732), des mises en musique de sonnets tirés des Amoretti de Edmund Spenser (1739) ainsi qu'un recueil d'anthems en 1743, dont un des plus connus s'intitule : Lord, let me know mine end.

## Œuvres pour clavier
- Choice Lessons, pour clavecin ou épinette (Londres, 1733)
- 6 Overtures … in Seven Parts, arrangées pour clavecin ou épinette (Londres, 1745)
- A Collection of Lessons, pour clavecin (Londres, 1750)
- Twelve Voluntarys, pour orgue ou clavecin (Londres, 1779)

## Partitions gratuites
- « Maurice Greene » (partitions libres de droits), sur l'IMSLP